# Żółwinkowate (płazy)
Żółwinkowate, żaby australijskie (Myobatrachidae) – rodzina płazów z rzędu płazów bezogonowych (Anura), przez niektórych systematyków zaliczana do rodziny świstkowatych (Leptodactylidae). Myobatrachidae znane są od środkowego trzeciorzędu.

## Zasięg występowania
Rodzina obejmuje gatunki występujące na Nowej Gwinei i Australii.

## Charakterystyka
Żółwinkowate przeważnie żyją na obszarach pustynnych i półpustynnych. Większość gatunków ma możliwość zagrzebywania się w ziemi, a na powierzchnię wychodzą, żeby złożyć jaja (np. Neobatrachus). Niektóre gatunki żyją na terenach wilgotnych lub w wodzie (np. Rheobatrachus).

## Podział systematyczny
Do rodziny należą następujące rodzaje:
- Anstisia Webster & Bool, 2022
- Arenophryne Tyler, 1976
- Assa Tyler, 1972
- Crinia Tschudi, 1838
- Geocrinia Blake, 1973
- Metacrinia Blake, 1973 – jedynym przedstawicielem jest Metacrinia nichollsi (Harrison, 1927)
- Mixophyes Günther, 1864
- Myobatrachus Schlegel, 1850 – jedynym przedstawicielem jest Myobatrachus gouldii (J.E. Gray, 1841) – żółwinka podziemna[15]
- Paracrinia Heyer & Liem, 1976 – jedynym przedstawicielem jest Paracrinia haswelli (Fletcher, 1894)
- Pseudophryne Fitzinger, 1843
- Rheobatrachus Liem, 1973
- Spicospina Roberts, Horwitz, Wardell-Johnson, Maxson & Mahony, 1997 – jedynym przedstawicielem jest Spicospina flammocaerulea Roberts, Horwitz, Wardell-Johnson, Maxson & Mahony, 1997
- Taudactylus Straughan & Lee, 1966
- Uperoleia J.E. Gray, 1841